# Озгентюрк, Али
Али Озгентюрк (тур. Ali Özgentürk; 4 ноября 1945[…], Адана — 15 мая 2025, Стамбул) — турецкий кинорежиссёр, сценарист и продюсер.

## Биография
Али Озгентюрк родился 4 ноября 1945 года в Адане.
После окончания факультета философии и социологии при Стамбульском университете начал работать в театре актёром, постановщиком и сценаристом. В 1969 году основал первую в Стамбуле театральную уличную труппу. В 1971 году начал работать в турецком кинематографе в качестве ассистента оператора. Также был ассистентом и сценаристом известных турецких режиссёров.
Скончался 15 мая 2025 года.

## Признание и награды
- 1980 Главный приз Prades Film Festival за фильм «Hazal»
- 1980 Награда Manheim Film Festival Golden Ducat за фильм «Hazal»
- 1980 Награда Mannheim Film Festival Ecumenical Jury за фильм «Hazal»
- 1980 Награда Mannheim Film Festival Audience за фильм «Hazal»
- 1980 Награда San Sebastian Film Festival — лучший режиссёрский дебют за фильм «Hazal»
- 1982 Специальный приз Валенсийского кинофестиваля за фильм «Конь»
- 1983 Специальный приз Сан-Паолосского кинофестиваля за фильм «Конь»
- 1983 Главный приз Lecce Film Festival за фильм «Конь»
- 1985 Награда Ясудзиро Озу Токийского кинофестиваля за фильм «Конь»
- 1986 Специальный приз Страсбургского кинофестиваля прав человека за фильм «Сторож»
- 1993 Специальный приз жюри Антальинского кинофестиваля за фильм «Голый»

## Фильмография

### Режиссёр
- 1979 — Опасности / Hazal
- 1982 — Конь / At
- 1987 — И вода тоже горит / Su da yanar
- 2000 — Балалайка / Balalayka
- 2004 — Время сердце / Kalbin zamani
- 2011 — Невидимый / Görünmeyen

### Сценарист
- 1978 — Красная косынка / Selvi boylum, al yazmalim
- 1979 — Опасности / Hazal
- 2004 — Время сердце / Kalbin zamani

### Продюсер
- 1992 — Я люблю тебя, Роза / Seni seviyorum Rosa